# Gareth Thomas (rugby à XV, 1993)
Pour les articles homonymes, voir Gareth Thomas et Thomas.

a Compétitions nationales et continentales officielles uniquement.

b Matchs officiels uniquement.
Dernière mise à jour le 20 mars 2024.
Gareth Thomas, né le 2 août 1993 à Newcastle Emlyn (pays de Galles), est un joueur international gallois de rugby à XV évoluant au poste de pilier gauche. Il joue en United Rugby Championship au sein de la franchise régionale des Ospreys depuis 2014.

## Biographie

### Jeunesse et formation
Gareth Thomas découvre le rugby à XV dans le club de sa ville natale, Newcastle Emlyn Rugby Football Club (en), puis fait partie du centre de formation des Scarlets et de l'effectif espoir.
Il étudie dans la Ysgol Dyffryn Teifi (en) basée dans le comté du Ceredigion.
Son cousin, Steffan Thomas (en) est également joueur professionnel de rugby à XV et pilier. Durant leur jeunesse, ils ont passé beaucoup de temps ensemble.
Il s'inspire de l'ancien pilier gallois Gethin Jenkins qui est son idole.

### Carrière rugbystique

#### Débuts de carrière
Il rejoint le club de Carmarthen Quins RFC (en) en 2011 et passe trois années là-bas. Parallèlement, il est régulièrement sélectionné pour jouer avec l'effectif professionnel des Scarlets et le club de Llanelli RFC à plusieurs reprises. Il fait ses débuts professionnels lors d'une rencontre de coupe anglo-galloise en 2012 contre les Worcester Warriors.

#### Départ aux Ospreys
À la fin de son contrat development (espoir) chez les Scarlets, ces derniers ne lui proposent pas de contrat professionnel. Rapidement, il retrouve une équipe et signe chez les Ospreys. Lors de sa première saison, il fait ses débuts dans le Pro12 contre le Leinster, puis en Coupe d'Europe contre le Racing 92.
Durant ses premières années, il n'est que très rarement titulaire, étant barré par des joueurs tels que Duncan Jones, Paul James, Nicky Smith et Rhodri Jones qui sont tous des internationaux gallois. Toutefois, il prolonge son contrat de trois saisons en avril 2016, puis resigne un nouveau contrat en 2019. Il commence réellement à devenir un joueur important de l'effectif à partir de la saison 2020-2021 où il devient également international gallois,.
Au mois d'avril 2021, il prolonge son contrat de deux saisons avec sa province. Un an après, il signe une nouvelle prolongation de trois ans.

### Carrière internationale

#### Équipe de jeunes
Gareth Thomas est tout d'abord retenu par l'équipe du pays de Galles des moins de 20 ans pour participer au championnat du monde junior en 2012
Par la suite, il est appelé pour participer au Tournoi des Six Nations des moins de 20 ans 2013. Il est également de nouveau sélectionné pour l'édition 2013 du championnat du monde junior. Lors de cette compétition, il est finaliste avec sa sélection mais s'incline contre les Anglais.

#### Équipe sénior
Gareth Thomas est sélectionné pour la première fois par l'équipe du pays de Galles lors des tests d'été 2021. Il est placé sur le banc et fait son entrée en jeu à la place de Nicky Smith contre le Canada pour obtenir sa première cape internationale,. Il dispute deux autres rencontres, lors de cet été, contre l'Argentine et connaît sa première titularisation internationale lors du deuxième test. Plus tard cette année, il est appelé en cours de tournée d'automne pour remplacer Rhodri Jones, blessé, il dispute deux rencontres en tant que remplaçant.
En janvier 2022, il est retenu pour participer au Tournoi des Six Nations 2022. Il dispute les cinq rencontres de la compétition et connaît ses deux premières titularisations dans le Tournoi lors des deux dernières journées. Au mois de juin suivant, il est retenu pour la tournée estivale contre l'Afrique du Sud. Il est le pilier gauche titulaire lors de cette tournée, disputant les trois rencontres, et fait partie de cette équipe galloise qui s'impose pour la première fois en Afrique du Sud lors du deuxième test. En octobre 2022, il est de nouveau appelé par le sélectionneur du pays de Galles, Wayne Pivac. Il garde sa place de titulaire et dispute les quatre rencontres de la tournée automnale.
Le nouveau, et également ancien, sélectionneur du XV du Poireau, Warren Gatland, le sélectionne pour le Tournoi des Six Nations 2023. Il est titularisé pour la première journée, néanmoins Wyn Jones et Rhys Carré lui sont préférés pour la deuxième journée. Toutefois, il fait son retour en tant que titulaire pour la troisième journée face aux Anglais, puis est le remplaçant de Wyn Jones pour les deux dernières journées. Finalement, son équipe termine à une décevante cinquième place avec seulement une victoire. En mai suivant, Warren Gatland le convoque dans une pré-liste de 54 joueurs pour préparer la Coupe du monde. Finalement, en août, il fait partie du groupe final amené à disputer la compétition. Durant la compétition, il est titulaire au poste de pilier gauche où il prend part à quatre des cinq rencontres du pays de Galles qui est éliminé en quart de finale par l'Argentine sur le score de 29 à 17,.
En janvier 2024, il est sélectionné pour le Tournoi des Six Nations. Cependant, il n'est pas retenu pour la première rencontre mais est titularisé pour les quatre suivantes,,. Sa sélection termine la compétition à la dernière place sans avoir remporté un match et récolte la cuillère de bois.

## Statistiques

### En club
| Saison         | Club           | Compétition               | Matchs | Points | Essais |
| -------------- | -------------- | ------------------------- | ------ | ------ | ------ |
| 2012-2013      | Scarlets       | Coupe anglo-galloise      | 1      | -      | -      |
| 2013-2014      | Scarlets       | Coupe anglo-galloise      | 1      | -      | -      |
| 2014-2015      | Ospreys        | Pro12                     | 4      | -      | -      |
| 2014-2015      | Ospreys        | Coupe d'Europe            | 4      | -      | -      |
| 2014-2015      | Ospreys        | Coupe anglo-galloise      | 3      | -      | -      |
| 2015-2016      | Ospreys        | Pro12                     | 10     | -      | -      |
| 2016-2017      | Ospreys        | Pro12                     | 7      | -      | -      |
| 2016-2017      | Ospreys        | Challenge européen        | 3      | -      | -      |
| 2016-2017      | Ospreys        | Coupe anglo-galloise      | 4      | -      | -      |
| 2017-2018      | Ospreys        | Pro14                     | 7      | -      | -      |
| 2017-2018      | Ospreys        | Coupe d'Europe            | 3      | -      | -      |
| 2017-2018      | Ospreys        | Coupe anglo-galloise      | 4      | -      | -      |
| 2018-2019      | Ospreys        | Pro14                     | 9      | -      | -      |
| 2018-2019      | Ospreys        | Challenge européen        | 4      | -      | -      |
| 2019-2020      | Ospreys        | Pro14                     | 9      | -      | -      |
| 2019-2020      | Ospreys        | Coupe d'Europe            | 2      | -      | -      |
| 2020-2021      | Ospreys        | Pro14                     | 10     | 5      | 1      |
| 2020-2021      | Ospreys        | Challenge européen        | 2      | -      | -      |
| 2020-2021      | Ospreys        | Pro14 Rainbow Cup         | 3      | -      | -      |
| 2021-2022      | Ospreys        | United Rugby Championship | 11     | 5      | 1      |
| 2021-2022      | Ospreys        | Coupe d'Europe            | 2      | -      | -      |
| 2022-2023      | Ospreys        | United Rugby Championship | 8      | 5      | 1      |
| 2022-2023      | Ospreys        | Champions Cup             | 5      | -      | -      |
| 2023-2024      | Ospreys        | United Rugby Championship | 4      | -      | -      |
| 2023-2024      | Ospreys        | Champions Cup             | 3      | 5      | 1      |
| Total Scarlets | Total Scarlets | Total Scarlets            | 2      | 0      | 0      |
| Total Ospreys  | Total Ospreys  | Total Ospreys             | 121    | 20     | 4      |
| Total          | Total          | Total                     | 123    | 20     | 4      |

### Statistiques en équipe nationale
Gareth Thomas compte 39 capes en équipe du pays de Galles, dont 28 en tant que titulaire, depuis sa première sélection le 3 juillet 2021 face au Canada.
Il participe à une édition de la Coupe du monde en 2023, il dispute quatre rencontres en tant que titulaire.
| Année | Compétition    | Matchs | Points | Essais |
| ----- | -------------- | ------ | ------ | ------ |
| 2021  | Test matchs    | 5      | -      | -      |
| 2022  | Six Nations    | 5      | -      | -      |
| 2022  | Test matchs    | 7      | -      | -      |
| 2023  | Six Nations    | 4      | -      | -      |
| 2023  | Test matchs    | 1      | -      | -      |
| 2023  | Coupe du monde | 4      | -      | -      |
| 2024  | Six Nations    | 4      | -      | -      |
| Total | Total          | 30     | 0      | 0      |

## Palmarès

### En équipe nationale
- Finaliste du championnat du monde junior en 2013 avec l'équipe du pays de Galles des moins de 20 ans.

#### Tournoi des Six Nations
| Édition          | Rang | Résultats Pays de Galles | Résultats Thomas | Matchs Thomas |
| ---------------- | ---- | ------------------------ | ---------------- | ------------- |
| Six Nations 2022 | 5e   | 1 v, 0 n, 4 d            | 1 v, 0 n, 4 d    | 5/5           |
| Six Nations 2023 | 5e   | 1 v, 0 n, 4 d            | 1 v, 0 n, 3 d    | 4/5           |
| Six Nations 2023 | 6e   | 0 v, 0 n, 5 d            | 0 v, 0 n, 4 d    | 4/5           |

Légende : v = victoire ; n = match nul ; d = défaite ; la ligne est en gras quand il y a Grand Chelem.